# Overrated
Overrated – pierwszy solowy singel Siobhán Donaghy, byłej członkini Sugababes, promujący album Revolution In Me. W Wielkiej Brytanii dotarł do 19. miejsca na liście przebojów.

## Lista utworów
CD: 1
1. "Overrated"
2. "Those Anythings"
3. "Instances"

CD: 2
1. "Overrated"
2. "Thus Far"
3. "Overrated" (enhanced video)